# Sven-Åke Lövgren
Sven-Åke Lövgren, folkbokförd Löfgren, född 7 juni 1939 i Västra Skrävlinge församling i Malmöhus län, är en svensk före detta friidrottare (sprinter). Han tävlade för Heleneholms IF. Han utsågs 1969 till Stor grabb nummer 258 i friidrott.
Han har senare varit chef för Stadion i Malmö.
Han är sedan 1972 gift med Margareta Lövgren (född 1952) och paret är föräldrar till Patrik Lövgren.

## Personliga rekord
- 100 m: 10,6 s (Malmö, 3 augusti 1956)[9]
- 200 m: 21,4 s (Ullevi Göteborg, 20 augusti 1962)[10]

### Fotnoter
1. 1 2 3 4   Svenska Mästerskapen i friidrott 1896-2005. Trångsund: Erik Wiger/TextoGraf Förlag. 2006. ISBN 91-631-9065-6, sid 36
2. 1 2 3   Svenska Mästerskapen i friidrott 1896-2005. Trångsund: Erik Wiger/TextoGraf Förlag. 2006. ISBN 91-631-9065-6, sid 40
3. ↑   Svenska Mästerskapen i friidrott 1896-2005. Trångsund: Erik Wiger/TextoGraf Förlag. 2006. ISBN 91-631-9065-6, sid 151
4. 1 2 3 4   Svenska Mästerskapen i friidrott 1896-2005. Trångsund: Erik Wiger/TextoGraf Förlag. 2006. ISBN 91-631-9065-6, sid 152
5. 1 2 3  Stora grabbars märke Läst 2015-06-24
6. 1 2   Sveriges befolkning 1990. Ramsele: Svensk arkivinformation (SVAR), Riksarkivet. 2011. Libris 12076919. ISBN 9789188366917
7. ↑  friidrott.se:s Stora Grabbar-sida Arkiverad 31 mars 2016 hämtat från the Wayback Machine. Läst 2015-06-24
8. ↑  Stadion klarar inte Uefakrav Sydsvenskan 22 november 2002. Åtkomst 24 oktober 2018.
9. ↑   Sverigebästa genom tiderna i friidrott. Trångsund: Bengt Holmberg/TextoGraf Förlag. 2009. ISBN 978-91-977146-3-1, sid 34
10. ↑   Sverigebästa genom tiderna i friidrott. Trångsund: Bengt Holmberg/TextoGraf Förlag. 2009. ISBN 978-91-977146-3-1, sid 67